# Okrąg dziewięciu punktów

Okrąg dziewięciu punktów znany także jako okrąg Feuerbacha lub okrąg Eulera jest to okrąg, który przechodzi przez dziewięć charakterystycznych punktów dowolnego trójkąta. Punktami tymi są:
- środki boków (na rysunku niebieskie),
- spodki trzech wysokości (czerwone) oraz
- punkty dzielące na połowy trzy odcinki, które łączą wierzchołki tego trójkąta z jego ortocentrum (zielone).

## Historia odkrycia
W 1822 roku Karl Wilhelm Feuerbach, którego nazwiskiem nazywa się czasem okrąg dziewięciu punktów, zauważył, że sześć charakterystycznych punktów trójkąta – środki boków oraz spodki wysokości – leżą na wspólnym okręgu. Odkrycia tego dokonali wcześniej, w 1821 roku, Charles Brianchon i Jean-Victor Poncelet. Jeszcze wcześniej, nad współokręgowością wspomnianych punktów zastanawiali się Benjamin Bevan (1804) i John Butterworth (1807).
Krótko po Feuerbachu, matematyk Olry Terquem niezależnie udowodnił istnienie okręgu i jako pierwszy zauważył, że leżą na nim również środki odcinków łączących wierzchołki z ortocentrum. Terquem jako pierwszy użył również nazwy „okrąg dziewięciu punktów”.

## Dowód

W trójkącie {\displaystyle \Delta ABC} przyjmijmy oznaczenia takie jak na rysunku obok:
- {\displaystyle H_{A},\,H_{B},\,H_{C}} to odpowiednio spodki wysokości opuszczonych z wierzchołków {\displaystyle A,B,C,}
  - {\displaystyle H} to ortocentrum, czyli punkt przecięcia się wysokości w trójkącie,
- {\displaystyle S_{A},\,S_{B},\,S_{C}} to punkty połowiące odcinki {\displaystyle AH,BH,CH,}
- {\displaystyle A',\,B',\,C'} to punkty połowiące boki trójkąta: {\displaystyle BC,AC,AB.}

Rozważmy trójkąt {\displaystyle \Delta S_{C}H_{C}C'} i okrąg na nim opisany. Zauważmy, że kąt {\displaystyle \angle S_{C}H_{C}C'} jest prosty, jako że {\displaystyle CH_{C}} jest wysokością trójkąta {\displaystyle \Delta ABC.} Oznacza to, że odcinek {\displaystyle C'S_{C}} jest średnicą okręgu opisanego na {\displaystyle \Delta C'S_{C}H_{C}.}
Z definicji punktów {\displaystyle B'} oraz {\displaystyle S_{C}} zachodzi
{\displaystyle {\frac {CB'}{CA}}={\frac {1}{2}}={\frac {CS_{C}}{CH}},}
co oznacza, dzięki twierdzeniu twierdzeniu odwrotnemu do twierdzenia Talesa, że
{\displaystyle S_{C}B'\parallel AH,} a zatem i
{\displaystyle S_{C}B'\parallel AH_{A}.}
Analogicznie, ponieważ
{\displaystyle {\frac {AC'}{AB}}={\frac {1}{2}}={\frac {AB'}{AC}},}
więc
{\displaystyle C'B'\parallel CB.}
Ale {\displaystyle AH_{A}\perp BC,} a co za tym idzie
{\displaystyle B'S_{C}\perp C'B',}
co oznacza, że trójkąt {\displaystyle \Delta C'S_{C}B'} także jest prosty, a więc punkty {\displaystyle S_{C},\,B',\,C',H_{C}} leżą na jednym okręgu.
Podobnie pokazujemy, że {\displaystyle S_{C}A'\parallel BH_{B}} oraz {\displaystyle A'C'\parallel AC,} a korzystając z tego, że {\displaystyle AC\perp BH_{B}} otrzymujemy, że trójkąt {\displaystyle \Delta S_{C}A'C'} także jest prostokątny, co oznacza, że punkty {\displaystyle S_{C},\,H_{C},\,A',\,B',\,C'} leżą na wspólnym okręgu.
Konstrukcję powtarzamy rozpoczynając od punktów {\displaystyle S_{A}} i {\displaystyle H_{A},} a następnie od {\displaystyle S_{B}} i {\displaystyle H_{B}.} W ich wyniku otrzymujemy, że każda z piątek punktów
- {\displaystyle S_{A},\,H_{A},\,A',\,B',\,C',}
- {\displaystyle S_{B},\,H_{B},\,A',\,B',\,C'} oraz
- {\displaystyle S_{C},\,H_{C},\,A',\,B',\,C'}

jest współokręgowa. Ale na trzech (wspólnych dla piątek) punktach {\displaystyle A',B',C'} można opisać tylko jeden okrąg, co oznacza, że dziewięć punktów
{\displaystyle S_{A},\,H_{A},\,S_{B},\,H_{B},\,S_{C},\,H_{C},\,A',\,B',\,C'}
leży na wspólnym okręgu.

## Własności

Styczność okręgu dziewięciu punktów z okręgiem wpisanym i okręgami dopisanymi

### Twierdzenie Feuerbacha
Karl Wilhelm Feuerbach udowodnił, że w dowolnym trójkącie okrąg dziewięciu punktów jest styczny wewnętrznie do okręgu wpisanego i zewnętrznie do trzech okręgów dopisanych . Punkt styczności okręgu wpisanego i okręgu dziewięciu punktów nazywa się często punktem Feuerbacha.

### Inne własności
- W trójkącie równobocznym spodki wysokości i środki boków pokrywają się, a więc okrąg dziewięciu punktów jest także okręgiem wpisanym w ten trójkąt.

- Środek okręgu dziewięciu punktów leży na tzw. prostej Eulera, dokładnie w połowie odcinka pomiędzy ortocentrum tego trójkąta a środkiem okręgu na nim opisanego[7].

Okrąg dziewięciu punktów ma dwukrotnie mniejszy promień, niż okrąg opisany na trójkącie. Porównując trójkąty i łatwo zauważyć, że środek każdego odcinka łączącego ortocentrum z dowolnym punktem na okręgu opisanym leży na okręgu dziewięciu punktów.

- Promień okręgu opisanego na trójkącie jest dwukrotnie większy od promienia okręgu dziewięciu punktów tego trójkąta[8]. Wynika to z faktu, że trójkąt, którego wierzchołkami są środki boków trójkąta wyjściowego jest od niego dwukrotnie mniejszy.

- Okrąg dziewięciu punktów połowi każdy odcinek łączący ortocentrum tego trójkąta z dowolnym punktem na okręgu opisanym.

- Każdy z trzech środków odcinków łączących wierzchołki z ortocentrum jest obrazem środków boków trójkąta w symetrii względem środka okręgu dziewięciu punktów.

- Środki wszystkich hiperbol prostokątnych (tj. hiperbol o asymptotach przecinających się pod kątem prostym), które przechodzą przez wierzchołki trójkąta, leżą na okręgu dziewięciu punktów tego trójkąta[9]. Jest to fakt znany jako twierdzenie stożkowe Feuerbacha.

- Przy oznaczeniach jak wyżej, wszystkie trójkąty o wierzchołkach wybranych z punktów {\displaystyle A,\,B,\,C,\,H} będą miały ten sam okrąg dziewięciu punktów. Jest to prawdziwe dla dowolnego układu ortocentrycznego punktów[10][11].
  - Wynika to z prostej symetrii: w trójkącie {\displaystyle \Delta CAH} okrąg dziewięciu punktów musi przechodzić przez środki boków {\displaystyle AH,CH} oraz {\displaystyle CA.} Ale są to również te same punkty (środek jednego boku i środki dwóch odcinków łączących wierzchołki z ortocentrum), przez które musi przechodzi okrąg dziewięciu punktów w trójkącie {\displaystyle \Delta ABC.}
  - Wynika z tego od razu, że okręgi opisane na wszystkich czterech trójkątach układu mają ten sam promień.

- Środek okręgu dziewięciu punktów jest centroidem czterech punktów: wierzchołków trójkąta oraz jego ortocentrum.

- W trójkącie środki okręgów: wpisanego i dopisanych tworzą układ ortocentryczny. Okrąg dziewięciu punktów tego układu jest zarazem okręgiem opisanym na trójkącie wyjściowym[12]. Spodki wysokości w układzie są wierzchołkami wyjściowego trójkąta.

Okręgi dziewięciu punktów dla nieortocentrycznego układu punktów Na różowo zaznaczono krzywą, przechodzącą przez środki boków trójkątów (na jasnozielono) oraz przez przecięcie wszystkich okręgów (na czerwono), o środku w centroidzie czworokąta (na niebiesko). Na zielono zaznaczono hiperbolę Kieperta, przechodzącą przez cztery punkty wyjściowe punkty, jak i przez ortocentra trójkątów z tych punktów utworzonych, o środku w punkcie przecięcia się okręgów. Animacja pokazuje, co dzieje się, gdy układ punktów staje się ortocentryczny.

- Jeśli dane są cztery punkty {\displaystyle A,\,B,\,C,\,D,} które nie tworzą układu ortocentrycznego, to wtedy cztery okręgi dziewięciu punktów trójkątów {\displaystyle \Delta ABC,\,\Delta BCD,\Delta CAD} i {\displaystyle \Delta ADB} przecinają się w jednym punkcie. Sześć pozostałych punktów przecięć czterech okręgów pokrywa się ze środkami boków trójkątów.
  - Ponadto istnieje dokładnie jedna stożkowa, o środku w centroidzie czterech punktów {\displaystyle A,\,B,\,C,\,D,} która przechodzi przez wszystkie siedem punktów przecięć czterech okręgów dziewięciu punktów.
  - Co więcej, na podstawie stożkowego twierdzenia Feuerbacha istnieje dokładnie jedna krzywa stożkowa prostokątna, zwana hiperbolą Kieperta o środku w przecięciu czterech okręgów dziewięciu punktów, która przechodzi przez wszystkie cztery punkty {\displaystyle A,\,B,\,C,\,D,} jak i również przez ortocentra czterech powyższych trójkątów[9].

Na rysunku: okręgi dziewięciu punktów dla trójkątów i okrąg do nich przystający o środku w antycentrum czworoktąta (na czerwono) oraz leżący na tym okręgu obraz czworokąta w jednokładności względem punktu (na fioletowo).

- Jeśli cztery punkty {\displaystyle A,\,B,\,C,\,D} tworzą czworokąt, który da się wpisać w okrąg, to okręgi dziewięciu punktów trójkątów {\displaystyle \Delta ABC,\,\Delta BCD,\Delta CAD} i {\displaystyle \Delta ADB} przecinają się w punkcie zwanym antycentrum tego czworokąta[13][14].
  - Jako że okrąg, w który wpisany jest czworokąt {\displaystyle ABCD} jest również okręgiem opisanym na każdym z trójkątów powyżej, każdy z okręgów dziewięciu punktów tych trójkątów będzie miał taki sam promień, wynoszący połowę długości promienia okręgu opisanego.
  - Okręgi dziewięciu punktów są zbiorem tzw. okręgów Johnsona. Środki tych okręgów są współokręgowe i leżą na okręgu o takim samym promieniu, jak okręgi dziewięciu punktów, o środku w antycentrum czworokąta wpisanego. Co więcej, czworokąt utworzony ze środków czterech okręgów dziewięciu punktów jest obrazem wyjściowego czworokąta w jednokładności o skali {\displaystyle {\frac {1}{2}}} i środku w punkcie {\displaystyle N,} dzielącym odcinek pomiędzy środkiem okręgu opisanego {\displaystyle O} i antycentrum {\displaystyle M} tak, aby {\displaystyle (ON=2NM)}[15].

- Współrzędne trójliniowe środka okręgu dziewięciu punktów to {\displaystyle \cos(B-C):\cos(C-A):\cos(A-B)}[16]

- Współrzędne trójliniowe punktu Feuerbacha to {\displaystyle 1-\cos(B-C):1-\cos(C-A):1-\cos(A-B)}[6]

- Współrzędne trójliniowe środka hiperboli Kieperta to {\displaystyle bc(b^{2}-c^{2})^{2}:ca(c^{2}-a^{2})^{2}:ab(a^{2}-b^{2})^{2}}[17]

## Uogólnienia
Okrąg dziewięciu punktów jest krzywą stożkową przechodzącą przez dziewięć punktów trójkąta: środki boków, połowy odcinków łączących wierzchołki z ortocentrum oraz spodki wysokości. Jeśli zamiast spodków wysokości trójkąta wziąć spodki dowolnych trzech, wychodzących z wierzchołków, przecinających się w jednym punkcie odcinków, to okaże się, że przez te punkty przechodzi dokładnie jedna krzywa stożkowa zwana krzywą dziewięciu punktów.